# Cisternă

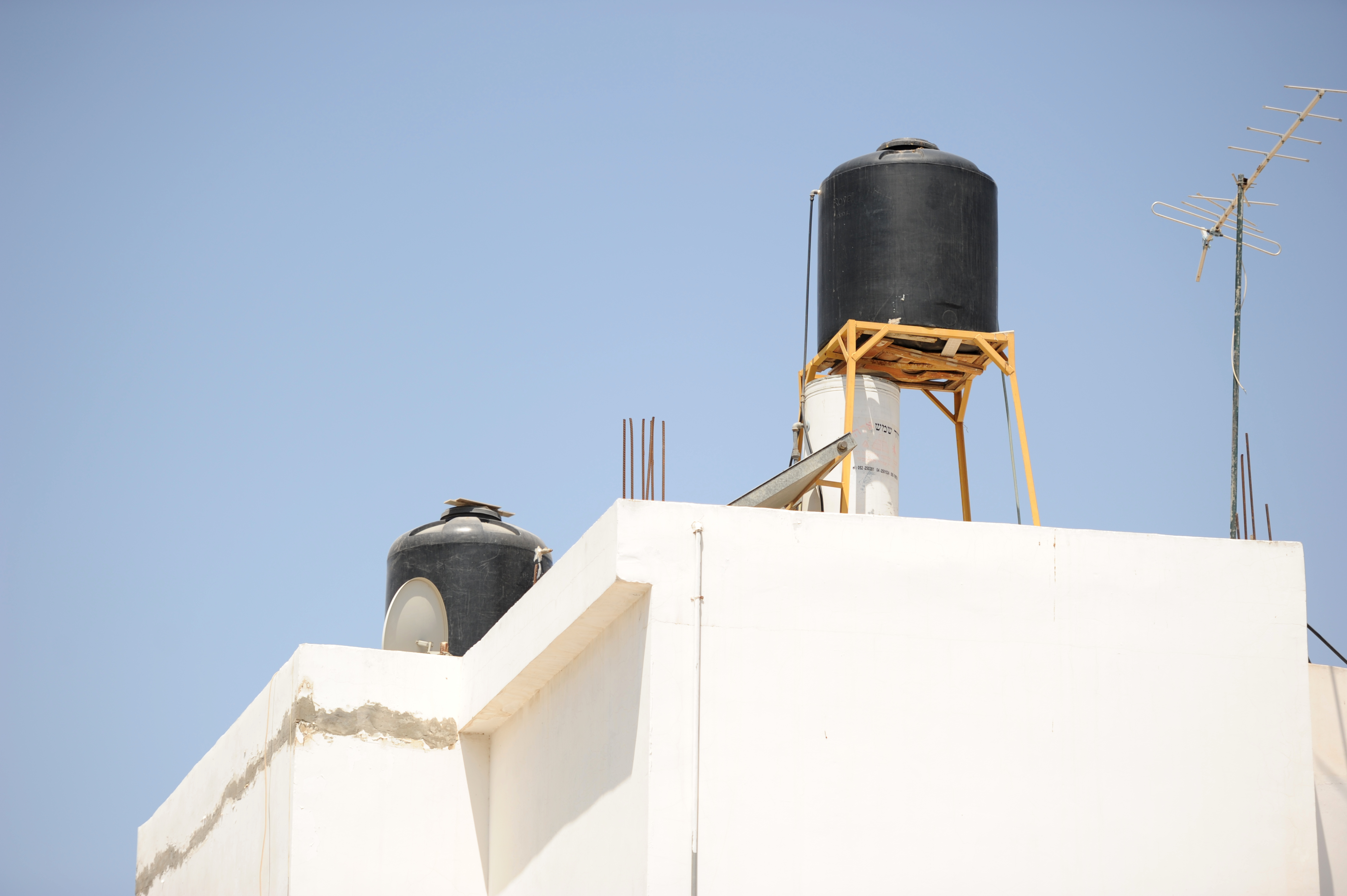
Cisterne destinate apei de ploaie în Jenin, Cisiordania

O cisternă (în latină cisterna - , cutie) este un rezervor în care sunt depozitate lichide, în scopul folosirii lor ulterioare. Cisternele au fost adesea folosite și sunt utilizate și în prezent pentru a colecta apa de ploaie. Acestea variază după volum, de la câțiva litri până la mii de metri cubi. Una dintre cisternele cele mai faimoase este Cisterna Basilică din Istanbul. 
De asemenea există vagoane-Cisternă, montate pe un cadru de cale ferată înzestrate pentru transportarea de carburanți și alte lichide industriale. 